# Бердянская и Приморская епархия
Бердянская и Приморская епархия (укр. Бердянська і Приморська єпархія) — епархия Украинской православной церкви, объединяет приходы и монастыри на территории бывших Акимовского, Бердянского, Васильевского, Бильмакского, Пологовского, Приазовского, Приморского, Токмакского, Приазовского, Гуляйпольского и Черниговского районов Запорожской области Украины.
16 мая 2023 года, после российского вторжения на Украину и оккупации части Запорожской области, Священный синод РПЦ перевёл епархию в непосредственное подчинение Священному синоду РПЦ; 12 марта 2024 года решением Священного синода РПЦ епархиальным архиереем был назначен епископ Феодор (Белков)
УПЦ не признала решений Синода РПЦ, касающихся переподчинения епархии и последоующих назначений.
Кафедральный город — Бердянск. Кафедральные соборы — Христорождественский (Бердянск), Никольский (Приморск).

## История
Учреждена 29 марта 2007 года Священным синодом Украинской православной церкви выделением из Запорожской епархии; управляющим епархией был назначен епископ Варнава (Филатов). 18 октября 2007 года синодом УПЦ принято решение о назначении епископа Амвросиевского, викария Донецкой епархии Елисея (Иванова), епископом Бердянским и Приморским.
18 апреля 2008 года в состав Бердянской епархии включены Приазовский и Акимовский районы Запорожской области, изъятые из состава Запорожской епархии. Решением Священного синода УПЦ от 14 апреля 2009 года (журнал № 19) из состава Запорожской епархии выведен и включён в состав Бердянской епархии Васильевский район Запорожской области.
В 2022 году в ходе вторжения России в Украину Бердянская епархия оказалась на территориях, сначала оккупированных, а позднее аннексированных Россией.
1 мая 2023 года, по заявлению Московской патриархии, собрание священнослужителей Бердянской епархии (76 из 86 клириков при 5 отсутствующих и 5 против) обратилось к Патриарху Московскому и всея Руси Кириллу, сообщив об отъезде из епархии митрополита Ефрема (Яринко) и попросив о переводе епархии в РПЦ.
16 мая 2023 года Синод РПЦ сообщил о переводе Бердянской епархии из УПЦ в «непосредственное каноническое и административное подчинение Патриарху Московскому и всея Руси и Священному Синоду Русской Православной Церкви с последующим вынесением данного решения на рассмотрение Архиерейского Собора». Управляющим епархией назначен епископ Лука (Волчков). Действующий управляющий, митрополит Ефрем, с должности снят не был. Поскольку два управляющих архиерея с одним и тем же званием быть не может, митрополит Лука получил титул Бронницкого, а не Бердянского.
На следующий день пресс-служба УПЦ заявила, что митрополит Ефрем выехал за границу на лечение, сохраняет управление епархией в телефонном режиме, а священники Бердянской епархии, озвучившие в прессе заявления, идущие вразрез с официальной позицией УПЦ, будут запрещены в служении митрополитом Ефремом.
По мнению российского политолога Алексея Макаркина, своим заявлением УПЦ «показала, что не признает перевод Запорожской области в подчинение России и для неё Бердянская епархия все так же является частью Украины и расположена на канонической территории УПЦ».
19 мая 2023 года митрополит Ефрем издал указы о запрещении в служении четырёх клириков епархии. 21 мая новосозданный «Официальный сайт Бердянской епархии Московского Патриархата» заявил, что эти указы не имеют силы.
12 марта 2024 года Священный синод Русской православной церкви поручил архиерею Бердянской епархии, каковым тогда же назначался  епископ Феодор (Белков), временное управление приходами Запорожской епархии, находящимися на территориях Весёловского, Каменско-Днепровского, Мелитопольского и Михайловского районов, а также городов Мелитополь и Энергодар Запорожской области, а также приписал эти приходы к Бердянской епархии с целью их государственной регистрации в Российской Федерации как юридических лиц. Кроме того, постановлялось «за богослужениями в упомянутых приходах и обителях возносить имя Преосвященного, управляющего Бердянской епархией вслед за именами Святейшего Патриарха Московского и всея Руси Кирилла и Преосвященного митрополита Запорожского и Мелитопольского Луки».

## Архиереи
Бердянская епархия Украинской православной церкви
- Варнава (Филатов) (29 марта — 18 октября 2007)
- Елисей (Иванов) (18 октября 2007 — 8 мая 2012)
- Лука (Коваленко) (8 мая — 20 июля 2012) в/у, архиеп. Запорожский
- Ефрем (Яринко) (с 5 августа 2012)

Бердянская епархия Русской православной церкви
- Лука (Волчков) (16 мая 2023 ― 12 марта 2024) в/у, епископ Бронницкий
- Феодор (Белков) (12 марта 2024 — 15 мая 2025)
- Петр (Дмитриев) (с 15 мая 2025)